# Hector Sirot-Mallez
Pour les articles homonymes, voir Sirot et Mallez.
Hector Sirot-Mallez, né le 14 mai 1835 à Valenciennes (Nord) et décédé le 8 novembre 1898 à Haulchin (Nord), est  un homme politique français.

## Biographie
Élève de l'École des arts et métiers (Châlons, 1851) puis Maître de forges et fabricant de sucre, il est député du Nord de 1893 à 1898, siégeant sur les bancs républicain, succédant à Charles Thellier de Poncheville. Il est le beau-frère d’Émile Weill-Mallez et le frère de César Sirot, qui lui succède comme dans la 3e circonscription de Valenciennes.

## Sources
- « Hector Sirot-Mallez », dans le Dictionnaire des parlementaires français (1889-1940), sous la direction de Jean Jolly, PUF, 1960 [détail de l’édition]